# Peach Air
Peach Air foi uma companhia aérea charter inglesa com sede em West Sussex. Operou entre 1996 e 1999.

## História
A Peach Air foi fundada em 1996. Fazia parte da Caledonian Airways, criada para operar para o operador turístico Goldcrest.
Em 1999, Thomas Cook Group concluiu a aquisição do Carlson Leisure Group, que operava a Caledonian Airways e a Peach Air. Isso levou a uma reformulação completa por Thomas Cook de sua crescente operação de turismo.
Em 2000, Thomas Cook renomeou suas operações de companhias aéreas charter como JMC Air, parte de uma nova marca universal voltada para o cliente JMC.
A Flying Colours encomendou 2 aeronaves Airbus A330-200 para iniciar operações de longa distância; essas aeronaves chegaram após o rebranding como JMC Air.
A JMC Air foi renomeada como Thomas Cook Airlines em 2002.
A Thomas Cook Airlines UK anunciou então uma fusão com a companhia aérea MyTravel Airways, fundada em Manchester. As empresas-mãe se fundiram em junho de 2007, com a fusão das duas companhias aéreas em novembro daquele ano.

## Frota

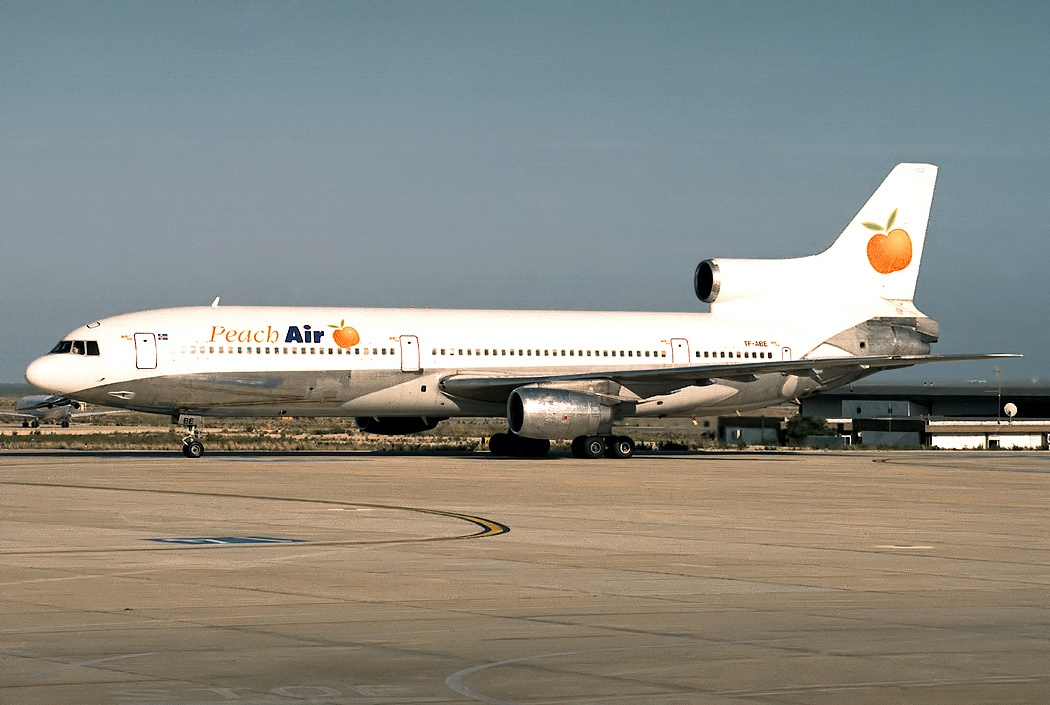
Um Lockheed L-1011 Tristar da Peach Air

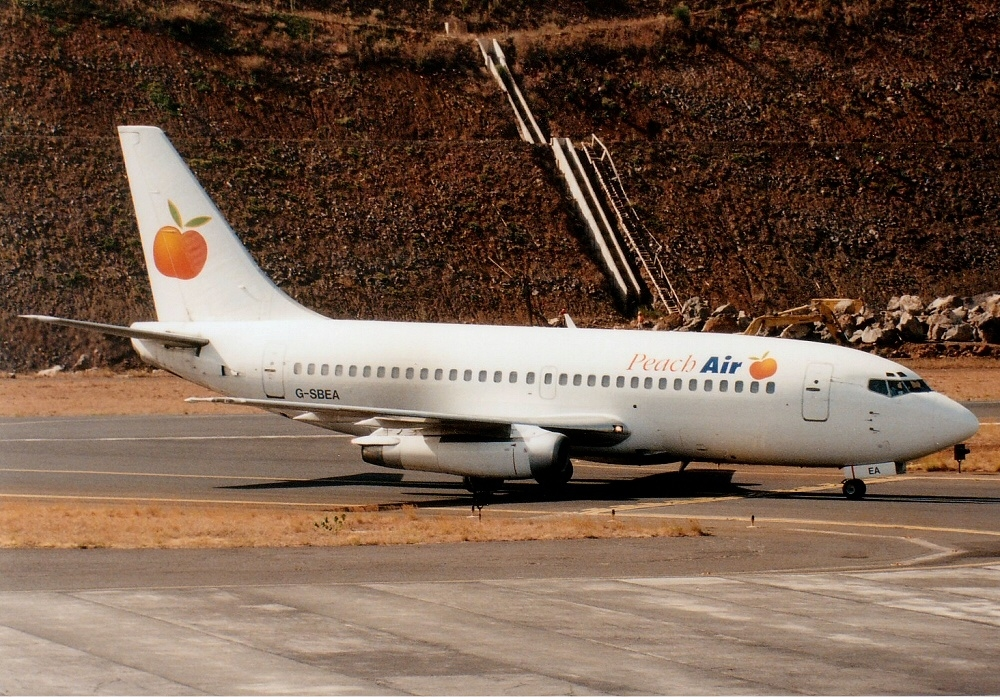
Um Boeing 737-200 da Peach Air

A frota da Peach Air consistia nas seguintes aeronaves (Junho de 1997):
| Aeronaves               | Em Serviço | Ordens | Passageiros | Notas |
| ----------------------- | ---------- | ------ | ----------- | ----- |
| Boeing 737-200          | 2          | –      | 130         |       |
| Lockheed L-1011 Tristar | 2          | –      | 362         |       |
| Total                   | 4          | 0      |             |       |